# SV Duissern 1923
SV Duissern 1923 is een Duitse voetbalclub uit Duissern, een stadsdeel van Duisburg, Noordrijn-Westfalen.

## Geschiedenis
De club werd in augustus 1923 opgericht en sloot zich aan bij de West-Duitse voetbalbond. De club speelde in de Nederrijncompetitie en promoveerde in 1931 naar de hoogste klasse. Deze was in twee reeksen van twaalf verdeeld en Duissern werd zesde in reeks B voor topclubs als Duisburger SpV, Duisburger TSV 1899 en FC Preußen 1895 Krefeld. Het volgende seizoen werd de club opnieuw zesde, nu op tien clubs. Door de invoering van de Gauliga dat jaar degradeerde de club echter. Tijdens de Tweede Wereldoorlog werden de terreinen volledig verwoest en pas in 1948 werd de club nieuw leven ingeblazen. In 1955 promoveerde de club naar de Bezirksliga, toen nog de vierde klasse, en speelde daar dertien jaar tot ze promoveerden naar de Landesliga, wat intussen de vierde klasse was. De club eindigde een paar keer op de derde plaats en degradeerde onverwacht in 1976.
De volgende jaren draaide de club mee aan de top maar slaagde er niet in te promoveren. In 1990 degradeerde de club naar de Kreisliga en kon na twee seizoenen terugkeren naar de Bezirksliga.
Tegenwoordig speelt de club in de laagste reeksen.